# Brunmosstorv
Brunmosstorv eller Amblystegiumtorv är en organogen ofta gulbruk jordart, till största delen uppbyggd av mossrester.
Bland dess beståndesdelar märks främst vattenkrokmossa, kärrklomossa, trådmossor och guldspärrmossa samt rester av starrarter, vattenklöver och kråkklöver. Namnet Brunmosstorv förekommer i kärrlagerföljder. Amblystegiumtorv kommer från mossläktet amblystegium bland brunmossorna, vilka blir bruna vid studium i mikroskop.